# Taninska kiselina
Taninska kiselina je specifina forma tanina, tipa polifenola. Njena slaba kiselost ( oko 6) usled brojnih fenolnih grupa u strukturi. Hemijska formula za komercijalnu taninsku kiselinu se često daje kao , što korespondira sa dekagaloilskom glukozom, ali je zapravo smeša poligaloil glukoze ili poligaloil estara hininske kiseline sa brojnim galoil ostacima po molekulu u opsegu od 2 do 12 u zavisnosti od biljnog izvora koji se koristi za ekstrakciju taninske kiseline. Komercijalna taninska kiselina se obično ekstrahuje iz bilo kojeg od sledećih biljnih delova: mahuna (Caesalpinia spinosa), oraha iz Rhus semialata ili Quercus infectoria ili lišća sicilijanskog žbunja (Rhus coriaria).
Prema definicijama datim u spoljašnjim referencama kao što su međunarodne farmakopeje, Kodeks prehrambenih hemikalija i FAO-WHO monografiji o taninskoj kiselini, jedino se tanini dobijeni iz gore pomenutih biljki mogu smatrati taninskom kiselinom. Ponekad se ekstrakti iz kestenovog ili hrastovog drveta isto tako opisuju kao taninska kiselina, ali je to nekorektna upotreba termina. Taninska kiselina je žut do svetlo smeđeg amorfnog praha; 2850 grama se rastvara u jednom litru vode (1,7 mola po litru).
Dok je taninska kiselina specifičan tip tanina (biljnog polifenola), ova dva termina se ponekad (nepravilno) sinonimno koriste. Dugogodišnja nepravilna upotreba termina, i njegovo uvrštavanje u naučne članke su povećali zabunu. To je posebno zastupljen trend u odnosu na zeleni čaj i crni čaj, koji sadrže tanin, ali ne i taninsku kiselinu.
Taninska kiselina nije podesan standard za bilo koji tip taninske analize, zbog njene slabo definisane kompozicije.

## Kvercitaninska i galotaninska kiselina
Kvercitaninska kiselina je jedna od dve forme taninske kiseline prisutne u hrastovoj kori i lišću. Druga forma se zove galotaninska kiselina i prisutna je u hrastovom žiru.
Molekul kvercitaninske kiseline je isto tako prisutan u kvercitronu, žutoj boji koja se dobija iz kore istočno crnog hrasta (Quercus velutina), šumskog drveta koje se prirodno javlja u Severnoj Americi. Ova kiselna je žuto-smeđi amorfni prah. Godine 1838, Jakob Bercelijus je pisao da se kvercitanat koristi za rastvaranje morfina. Godine 1865. u petom tomu „Rečnika hemije”, Henri Vats je pisao: 
Ona manifestuje sa feri solima iste reakcije kao galotaninska kiselina. Međutim ona se razlikuje od kasnije po tome što ne može da se konvertuje u galnu kiselinu, i ne proizvodi pirogalnu kiselinu suvom destilacijom. Ona se taloži pomoću sumporne kiseline u vidu crvenog taloga.

Prema Ročlederu (ibid lxiii. 202), taninska kiselina crnog čaja je ista kao ona u kori hrasta.
Godine 1880, Eti je dao njenu molekulsku formulu . On je opisao ovu kiselinu kao nestabilnu materiju, koja ima tendenciju da otpusti vodu i formira anhidride (zvane flobafeni), jedan od kojih se naziva hrastovo-crveno. Po njemu, to nije bio glikozid. U Alenovoj „Komercijalnoj organskoj analizi”, objavljenoj 1912, data je formula . Drugi autori su dali druge molekulske formule kao što su  i . Prema Lou, postoje dve glavne forme – jedna rastvorna u vodi sa formulom , i jedna malo rastvorna sa formulom . Obe se menjaju gubitkom vode u hrastovo crveno, .
Kvercitaninska kiselina je svojevremeno korištena kao standard za određivanje fenolnog sadržaja u začinima, dat kao kvercitaninsko kiselinski ekvivalent.
U jednom interesantnom istorijskom zapisu, izumitelj Edvard G. Ačeson (izumitelj karborunduma) opisuje svoje zapažanje da galotaninska kiselina znatno poboljšava plastičnost gline. U njegovom izveštaju o ovom zapažanju iz 1904. godine on napominje da je jedina poznata istorijska referenca o upotrebi organskog materijala dodatog u glinu bilo dodavanje slame u glinu opisano u Bibliji, Exodus 1:11, i da Egipćani mora da su bili svestni njegovog (ponovnog) otkrića.

## Upotrebe

### Upotrebe kao lek
U kombinaciji sa magnezijumom i ponekad aktivnim ugljem, taninska kiselina je nekada korišćena kao tretman za mnoge toksične supstance, kao što su strihnin, gljivična i druga prehrambena trovanja, krajem 19. i početkom 20. veka. Uvođenje tretmana ozbiljnih rana taniskom kiselinom tokom 1920-tih znatno je redukovalo stope smrtnosti. Tokom Prvog svetskog rata, taninsko kiselinski oblozi su propisivani za tretman „opekotina, bilo da su uzrokovane zapaljivim bombama, iperitom, ili luizitom”. Nakon rata ovaj vid upotrebe je napušten usled razvoja modernijih režima lečenja.
Taninska kiselina se još uvek nalazi farmaceutske primene pri proizvodnji albumin tanata koji se koristi kao sredstvo protiv dijareje. Taninska kiselina se isto tako koristi za produkciju tanatnih soli pojedinih antihistamina i antitusivnih proizvoda radi davanja povećane stabilnosti ili sporog otpuštanja aktivnog farmaceutskog ingredijenta. Isto tako, taninska kiselina je glavni, mada verovatno minimalno delotvorni sastojak u antialergijskim sprejevima.
Poznato je da tanini ispoljavaju niz drugih fizioloških učinaka, kao što su ubrzavanje zgrušavanja krvi, smanjenje krvnog pritiska, smanjenje nivoa serumskih lipida, uzrokovanje nekroze jetre i modulisanje imunoloških odgovora. Time se može objasniti česta narodna praksa namakanje stopala taninskom kiselinom (ili jakim čajem) radi lečenja ili sprečavanja žuljeva, zadaha stopala i grube suve kože stopala.

## Osobine
Taninska kiselina je organsko jedinjenje, koje sadrži 76 atoma ugljenika i ima molekulsku masu od 1701,198 .
| Osobina                  | Vrednost |
| ------------------------ | -------- |
| Broj akceptora vodonika  | 46       |
| Broj donora vodonika     | 25       |
| Broj rotacionih veza     | 31       |
| Particioni koeficijent ( | 8,8      |
| Rastvorljivost (logS, log(mol/L))       | -3,0     |
| Polarna površina (PSA, Å2)  | 778,0    |

## Literatura
- Reckford, Courtney (1997). What are the historic and contemporary ethnobotanical uses of native Rhode Island wetlands plants? (PDF) (MA Thesis). OCLC 549678548. Архивирано из оригинала (PDF) 16. 06. 2010. г. Приступљено 25. 03. 2019.
- L'Energie Homo-Hydrogne. Editions Publibook. 2004. стр. 248. ISBN 978-2-7483-0811-2.
- Clayden, Jonathan; Greeves, Nick; Warren, Stuart; Wothers, Peter (2001). Organic Chemistry (I изд.). Oxford University Press. ISBN 978-0-19-850346-0.
- Smith, Michael B.; March, Jerry (2007). Advanced Organic Chemistry: Reactions, Mechanisms, and Structure (6th изд.). New York: Wiley-Interscience. ISBN 0-471-72091-7.
- Katritzky A.R.; Pozharskii A.F. (2000). Handbook of Heterocyclic Chemistry (Second изд.). Academic Press. ISBN 0080429882.

The Merck Index, 9th edition, Merck & Co., Rahway, New Jersey, 1976.

## Spoljašnje veze
- -"Tannin chemistry" (PDF, 1.45 MB)}-
- -"tea does not tan leather"}-
- -"Dental Medicine. A Manual Of Dental Materia Medica And Therapeutics", by Ferdinand J. S. Gorgas}-